# Loi hypo-exponentielle
En théorie des probabilités et en statistique, la loi hypo-exponentielle ou loi d'Erlang généralisée est une loi de probabilité continue, à support semi-infini qui trouve des applications dans les mêmes domaines que la loi d'Erlang : théorie des files d'attente, ingénierie de trafic, etc. Le terme hypo vient du fait que le coefficient de variation de la loi est inférieur à un, comparativement à la loi hyper-exponentielle dont le coefficient de variation est supérieur à un et à la loi exponentielle dont le coefficient vaut un.
Une variable aléatoire qui suit une loi hypo-exponentielle sera notée : {\displaystyle Y\sim \mathrm {Hypo} (\lambda _{1},\dots ,\lambda _{n})}.

## Définition
La loi hypo-exponentielle définie comme la loi de la somme de n variables aléatoires {\textstyle X_{i},\,i=1,\dots ,n} de loi exponentielle indépendantes de paramètres respectifs : {\textstyle \lambda _{i},\,i=1,\dots ,n} :
{\displaystyle Y=\sum _{i=1}^{n}X_{i}} avec {\displaystyle X_{i}\sim {\mathcal {E}}(\lambda _{i})}.
Le coefficient de variation minimum de la loi hypo-exponentielle est {\displaystyle 1/n}.

### Densité de probabilité
Dans le cas où les paramètres {\textstyle \lambda _{i}} sont tous distincts, la densité de probabilité de la loi hypo-exponentielle se calcule par récurrence pour obtenir la formule :
{\displaystyle f_{X}(x)={\begin{cases}\displaystyle \sum _{i=1}^{n}\prod _{j\neq i}{\frac {\lambda _{j}}{\lambda _{j}-\lambda _{i}}}\lambda _{i}\mathrm {e} ^{-\lambda _{i}x}&{\text{ si }}x>0\\0&{\text{ sinon }}\end{cases}}}

### Fonction de répartition
La fonction de répartition de la loi hypo-exponentielle est donnée par :
{\displaystyle F_{X}(x)={\begin{cases}\displaystyle 1-\sum _{i=1}^{n}\prod _{j\neq i}{\frac {\lambda _{j}}{\lambda _{j}-\lambda _{i}}}\mathrm {e} ^{-\lambda _{i}x}&{\text{ si }}x>0\\0&{\text{ sinon }}\end{cases}}}
avec le même critère pour le paramètres {\textstyle \lambda _{i}\;:\;\lambda _{i}\neq \lambda _{j},{\text{ si }}i\neq j}.